# Aethiopocassis ertli
Aethiopocassis ertli es un coleóptero de la familia Chrysomelidae.
Fue descrita científicamente por primera vez en 1919 por Julius Weise.